# Wet day in September (single)
Wet day in September is een nummer van de Limburgse band Pussycat. De groep bracht het in juli 1978 uit op single en de gelijknamige elpee. Het nummer is opnieuw van de hand van Werner Theunissen. De single werd geproduceerd door Eddy Hilberts en het arrangement kwam van Paul Natte. Op de B-kant staat het nummer I remember springtime.
Het lied gaat over een vrouw die tijdens een regenachtige dag in september over haar geliefde droomt. Wanneer ze wakker wordt en de ochtendzon weer schijnt zijn haar dromen verdwenen.

## Hitnoteringen

### Nederlandse Top 40
| Wet day in September in de Nederlandse Top 40 van 20-07-1978 t/m 23-09-1978 | Wet day in September in de Nederlandse Top 40 van 20-07-1978 t/m 23-09-1978 | Wet day in September in de Nederlandse Top 40 van 20-07-1978 t/m 23-09-1978 | Wet day in September in de Nederlandse Top 40 van 20-07-1978 t/m 23-09-1978 | Wet day in September in de Nederlandse Top 40 van 20-07-1978 t/m 23-09-1978 | Wet day in September in de Nederlandse Top 40 van 20-07-1978 t/m 23-09-1978 | Wet day in September in de Nederlandse Top 40 van 20-07-1978 t/m 23-09-1978 | Wet day in September in de Nederlandse Top 40 van 20-07-1978 t/m 23-09-1978 | Wet day in September in de Nederlandse Top 40 van 20-07-1978 t/m 23-09-1978 | Wet day in September in de Nederlandse Top 40 van 20-07-1978 t/m 23-09-1978 | Wet day in September in de Nederlandse Top 40 van 20-07-1978 t/m 23-09-1978 |
| Week                                                                        | 1                                                                           | 2                                                                           | 3                                                                           | 4                                                                           | 5                                                                           | 6                                                                           | 7                                                                           | 8                                                                           | 9                                                                           |                                                                             |
| --------------------------------------------------------------------------- | --------------------------------------------------------------------------- | --------------------------------------------------------------------------- | --------------------------------------------------------------------------- | --------------------------------------------------------------------------- | --------------------------------------------------------------------------- | --------------------------------------------------------------------------- | --------------------------------------------------------------------------- | --------------------------------------------------------------------------- | --------------------------------------------------------------------------- | --------------------------------------------------------------------------- |
| Positie                                                                     | 17                                                                          | 11                                                                          | 7                                                                           | 7                                                                           | 9                                                                           | 14                                                                          | 21                                                                          | 33                                                                          | 35                                                                          | uit                                                                         |

### Nationale Hitparade
| Wet day in September in de Nationale Hitparade van 05-08-1978 t/m 07-10-1978 | Wet day in September in de Nationale Hitparade van 05-08-1978 t/m 07-10-1978 | Wet day in September in de Nationale Hitparade van 05-08-1978 t/m 07-10-1978 | Wet day in September in de Nationale Hitparade van 05-08-1978 t/m 07-10-1978 | Wet day in September in de Nationale Hitparade van 05-08-1978 t/m 07-10-1978 | Wet day in September in de Nationale Hitparade van 05-08-1978 t/m 07-10-1978 | Wet day in September in de Nationale Hitparade van 05-08-1978 t/m 07-10-1978 | Wet day in September in de Nationale Hitparade van 05-08-1978 t/m 07-10-1978 | Wet day in September in de Nationale Hitparade van 05-08-1978 t/m 07-10-1978 | Wet day in September in de Nationale Hitparade van 05-08-1978 t/m 07-10-1978 | Wet day in September in de Nationale Hitparade van 05-08-1978 t/m 07-10-1978 | Wet day in September in de Nationale Hitparade van 05-08-1978 t/m 07-10-1978 |
| Week                                                                         | 1                                                                            | 2                                                                            | 3                                                                            | 4                                                                            | 5                                                                            | 6                                                                            | 7                                                                            | 8                                                                            | 9                                                                            | 10                                                                           |                                                                              |
| ---------------------------------------------------------------------------- | ---------------------------------------------------------------------------- | ---------------------------------------------------------------------------- | ---------------------------------------------------------------------------- | ---------------------------------------------------------------------------- | ---------------------------------------------------------------------------- | ---------------------------------------------------------------------------- | ---------------------------------------------------------------------------- | ---------------------------------------------------------------------------- | ---------------------------------------------------------------------------- | ---------------------------------------------------------------------------- | ---------------------------------------------------------------------------- |
| Positie                                                                      | 13                                                                           | 10                                                                           | 9                                                                            | 8                                                                            | 11                                                                           | 16                                                                           | 18                                                                           | 25                                                                           | 31                                                                           | 43                                                                           | uit                                                                          |

### TROS Top 50
Hitnotering: 20-07-1978 t/m 21-09-1978. Hoogste notering: #8 (1 week).

### Vlaamse Ultratop 50
| Wet day in September in de Vlaamse Ultratop 50 van 19-08-1978 t/m 23-09-1978 | Wet day in September in de Vlaamse Ultratop 50 van 19-08-1978 t/m 23-09-1978 | Wet day in September in de Vlaamse Ultratop 50 van 19-08-1978 t/m 23-09-1978 | Wet day in September in de Vlaamse Ultratop 50 van 19-08-1978 t/m 23-09-1978 | Wet day in September in de Vlaamse Ultratop 50 van 19-08-1978 t/m 23-09-1978 | Wet day in September in de Vlaamse Ultratop 50 van 19-08-1978 t/m 23-09-1978 | Wet day in September in de Vlaamse Ultratop 50 van 19-08-1978 t/m 23-09-1978 | Wet day in September in de Vlaamse Ultratop 50 van 19-08-1978 t/m 23-09-1978 |
| Week                                                                         | 1                                                                            | 2                                                                            | 3                                                                            | 4                                                                            | 5                                                                            | 6                                                                            |                                                                              |
| ---------------------------------------------------------------------------- | ---------------------------------------------------------------------------- | ---------------------------------------------------------------------------- | ---------------------------------------------------------------------------- | ---------------------------------------------------------------------------- | ---------------------------------------------------------------------------- | ---------------------------------------------------------------------------- | ---------------------------------------------------------------------------- |
| Positie                                                                      | 18                                                                           | 18                                                                           | 23                                                                           | 23                                                                           | 18                                                                           | 30                                                                           | uit                                                                          |

### Vlaamse Radio 2 Top 30
| Wet day in September in de Vlaamse Radio 2 Top 30 van 19-08-1978 t/m 30-09-1978 | Wet day in September in de Vlaamse Radio 2 Top 30 van 19-08-1978 t/m 30-09-1978 | Wet day in September in de Vlaamse Radio 2 Top 30 van 19-08-1978 t/m 30-09-1978 | Wet day in September in de Vlaamse Radio 2 Top 30 van 19-08-1978 t/m 30-09-1978 | Wet day in September in de Vlaamse Radio 2 Top 30 van 19-08-1978 t/m 30-09-1978 | Wet day in September in de Vlaamse Radio 2 Top 30 van 19-08-1978 t/m 30-09-1978 | Wet day in September in de Vlaamse Radio 2 Top 30 van 19-08-1978 t/m 30-09-1978 | Wet day in September in de Vlaamse Radio 2 Top 30 van 19-08-1978 t/m 30-09-1978 |
| Week                                                                            | 1                                                                               | 2                                                                               | 3                                                                               | 4                                                                               | 5                                                                               | 6                                                                               |                                                                                 |
| ------------------------------------------------------------------------------- | ------------------------------------------------------------------------------- | ------------------------------------------------------------------------------- | ------------------------------------------------------------------------------- | ------------------------------------------------------------------------------- | ------------------------------------------------------------------------------- | ------------------------------------------------------------------------------- | ------------------------------------------------------------------------------- |
| Positie:                                                                        | 18                                                                              | 14                                                                              | 18                                                                              | 20                                                                              | 23                                                                              | 29                                                                              | uit                                                                             |